# Yvonne Pagniez
 (octobre 2022).
Si vous disposez d'ouvrages ou d'articles de référence ou si vous connaissez des sites web de qualité traitant du thème abordé ici, merci de compléter l'article en donnant les références utiles à sa vérifiabilité et en les liant à la section « Notes et références ».
 (octobre 2022).
La mise en forme du texte ne suit pas les recommandations de Wikipédia : il faut le « wikifier ».
Les points d'amélioration suivants sont les cas les plus fréquents. Le détail des points à revoir est peut-être précisé sur la page de discussion.
- Les titres sont pré-formatés par le logiciel. Ils ne sont ni en capitales, ni en gras.
- Le texte ne doit pas être écrit en capitales (les noms de famille non plus), ni en gras, ni en italique, ni en « petit »…
- Le gras n'est utilisé que pour surligner le titre de l'article dans l'introduction, une seule fois.
- L'italique est rarement utilisé : mots en langue étrangère, titres d'œuvres, noms de bateaux, etc.
- Les citations ne sont pas en italique mais en corps de texte normal. Elles sont entourées par des guillemets français : « et ».
- Les listes à puces sont à éviter, des paragraphes rédigés étant largement préférés. Les tableaux sont à réserver à la présentation de données structurées (résultats, etc.).
- Les appels de note de bas de page (petits chiffres en exposant, introduits par l'outil «  Source ») sont à placer entre la fin de phrase et le point final[comme ça].
- Les liens internes (vers d'autres articles de Wikipédia) sont à choisir avec parcimonie. Créez des liens vers des articles approfondissant le sujet. Les termes génériques sans rapport avec le sujet sont à éviter, ainsi que les répétitions de liens vers un même terme.
- Les liens externes sont à placer uniquement dans une section « Liens externes », à la fin de l'article. Ces liens sont à choisir avec parcimonie suivant les règles définies. Si un lien sert de source à l'article, son insertion dans le texte est à faire par les notes de bas de page.
- La présentation des références doit suivre les conventions bibliographiques. Il est recommandé d'utiliser les modèles {{Ouvrage}}, {{Chapitre}}, {{Article}}, {{Lien web}} et/ou {{Bibliographie}}. Le mode d'édition visuel peut mettre en forme automatiquement les références.
- Insérer une infobox (cadre d'informations à droite) n'est pas obligatoire pour parachever la mise en page.

Pour une aide détaillée, merci de consulter Aide:Wikification.
Si vous pensez que ces points ont été résolus, vous pouvez retirer ce bandeau et améliorer la mise en forme d'un autre article.
Yvonne Pagniez, née le 10 août 1896 à Cauroir et morte le 18 avril 1981 à Paris 14e, est une écrivaine, journaliste et résistante française.

## Biographie
Elle naît en 1896 à Cauroir, petite ville du Nord, proche de Cambrai. 
En 1925, elle se marie avec Philippe Pagniez (parent éloigné), médecin et chercheur des Hôpitaux de Paris, qui sera élu membre de l'Académie des sciences pour la section de médecine le 31 janvier 1939.
Dans l'entre-deux-guerres, elle séjourne régulièrement sur la côte bretonne à Plougonvelin et elle commence à écrire, avec Ouessant en 1935, puis Pêcheurs de goémon en 1939, romans qui se déroulent dans le Finistère.
Elle est membre de l'Union féminine civique et sociale.
La Seconde Guerre mondiale va marquer un tournant dans sa vie. Dès la déclaration de guerre, elle participe à la formation d'équipes de la Protection civile pour prévenir les attaques aux gaz. En juin 1940, elle reste à Paris et fait connaître sa disponibilité aux officiers du renseignement militaire qui s'apprêtent à évacuer la capitale. Elle entre en résistance avec son mari Philippe dès cette année-là. Elle crée un réseau entre le Nord, Paris et le Finistère, qui sera rattaché à l'Organisation civile et militaire (OCM-Centurie) et en 1942 au SR-Kleber. Arrêtée le 4 juin 1944, après presque quatre années d'activité (citée dans Georges-J. Ballyot, Un flic dans la tourmente : souvenirs 1937-1944, éd. Presses bretonnes, 1992), elle est internée à la prison de Fresnes et déportée depuis la gare de Pantin le 15 août 1944 (convoi I.264 dit « convoi des 57000 ») dans le même wagon de Suzanne Leclézio et d'Yvonne Ziegler au camp de concentration de Ravensbrück. Le 4 octobre 1944, elle s'évade pendant un transfert en train de Torgau vers Ravensbrück. Elle rejoint Berlin à pied sous les bombardements alliés. Elle se cache dans la ville en ruine pendant plus d'un mois, puis traverse l'Allemagne vers le sud pour tenter de rejoindre la Suisse. Elle est reprise in extremis sur le lac de Constance où elle est internée dans la prison de cette ville. Transférée à la prison de Schwäbisch Gmünd, elle est libérée quelque temps avant l'entrée des troupes américaines, le 20 avril 1945. À la fin de la guerre, elle reçoit le grade de sous-lieutenant et de hautes distinctions (chevalier de la Légion d’honneur, Croix de guerre et médaille de la Résistance, médaille de la Déportation…). Le général de Gaulle lui a rendu hommage en décembre 1945 « une résistante de la première heure qui a organisé, de sa propre initiative, un réseau de renseignements ». Elle a écrit sur cette période dans trois livres successifs : Scènes de la vie du bagne, Évasion 44 et Ils ressusciteront d'entre les morts. Évasion 44, son ouvrage le plus connu qui est paru en 1949, a notamment reçu le Grand prix du roman de l'Académie française.
Après le décès de son mari en 1947, elle part comme correspondante de guerre en Indochine, puis en Algérie. Ses articles sont publiés dans Le Journal de Genève, la Revue des Deux Mondes et Les Études. Ses deux séjours à travers toute l'Indochine française en 1951 et 1952, sont rendus possibles grâce à l'appui direct du général Jean de Lattre de Tassigny, haut-commissaire en Indochine à cette époque. À l'issue de ces reportages à travers le Viêt Nam, le Laos et le Cambodge, paraît Français d'Indochine (1953) où elle dépeint les opérations militaires et une société coloniale qui vit son crépuscule. Elle va écrire d'autres ouvrages sur cette guerre lointaine et oubliée dans lesquels elle traite aussi bien des évènements liés à ce conflit, que des pays et des habitants de la péninsule indochinoise. Dans Naissance d'une nation : choses vues au Vietnam (1954), elle appelle à un Viêt Nam souverain allié à la France et débarrassé du communisme. Mais la défaite de Ðiện Biên Phủ en mai 1954, annonce la fin de la présence française en Indochine et en Asie du Sud-Est. Elle connaît cette défaite de près au cours de son troisième séjour en indochine entre mars et mai 1954 ; l'Armée de l'air l'autorise exceptionnellement à embarquer à bord d'un bombardier en mission sur Dien Bien Phu et à bord des DC3 Dakota en missions sur le Laos,.
Elle accomplira dans cette même décennie une série de reportages dans le Sahara en suivant la même ligne éditoriale.
Elle se retire ensuite à Plougonvelin en Bretagne, à proximité de l’île d’Ouessant, pour, dit-elle « goûter la solitude et la vérité de la mer ». Elle reviendra à Cauroir, sa ville natale, le 17 septembre 1978 pour inaugurer une rue qui porte son nom.

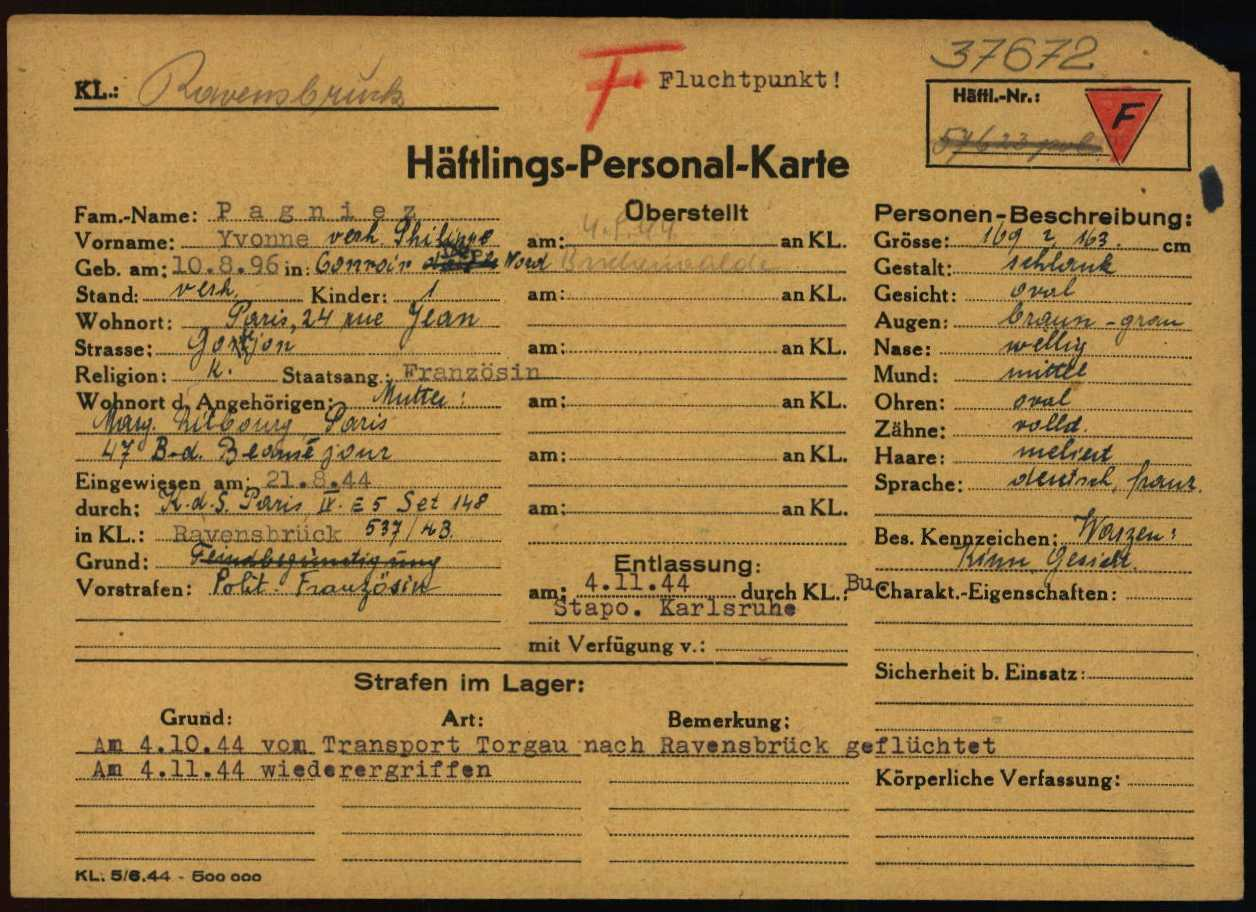
Carte d'enregistrement d'Yvonne Pagniez à Ravensbrück. En bas est noté qu'elle s'est évadée d'un convoi entre Ravensbrück et Torgau le 4 octobre 1944 mais qu'elle a été reprise le 4 novembre 1944.

Yvonne Pagniez meurt le 18 avril 1981 dans le 14e arrondissement de Paris. Elle est inhumée à Cambrai, dans le cimetière de la Porte de Paris.
En 2005, son roman Pêcheur de goémon est adapté en Bretagne par Goulc'han Kervella sous le nom Gwerz ar vezhinerien pour un spectacle son et lumière joué par la troupe de théâtre Ar Vro Bagan.
En 2017, l'école de Cauroir est rebaptisée du nom d'Yvonne Pagniez en présence de sa famille.

## Distinctions

### Décorations
- Chevalière de la Légion d'honneur
- Croix de guerre 1939–1945
- Médaille de la Résistance française (décret du 25 avril 1946)[10]
- Médaille de la déportation pour faits de Résistance

### Récompenses
- Prix Montyon (1936)
- Prix Marcelin-Guérin (1940)
- Prix Durchon-Louvet (1947)
- Grand prix du roman de l'Académie française (1949)

## Œuvres
- Ouessant, 1935, prix Montyon de l'Académie française en 1936[11]
- Pêcheur de goémon, 1939, prix Marcelin Guérin de l'Académie française en 1940[11]
- Scènes de la vie du bagne, 1947, prix Durchon-Louvet de l’Académie française en 1947[11]
- Évasion 44, Grand prix du roman de l'Académie française en 1949[11]
- Ils ressusciteront d'entre les morts, 1949
- Ressemblance et effort, 1981

Ouvrages écrits sur l'Algérie
- Françaises du désert, 1952
- Oasis sahariennes, 1952

Articles et ouvrages écrits sur l'Indochine
- Tourane, poumon du centre-Vietnam, Revue des Deux Mondes, mars 1952, 123-135 p.
- La guerre du caoutchouc, Hommes et mondes, Revue des Deux Mondes, déc. 1952, 501-519 p.

- Français d'Indochine, 1953
- « La guerilla en Indochine », Revue des Deux Mondes, sept. 1953, p. 294
- Naissance d'une nation : choses vues au Vietnam, 1954
- La guerra de Indochina y el Vietnam rojo (en espagnol), 1954
- Aspects et conséquences de la guerre en Indochine, 1954
- Le Viet Minh et la guerre psychologique, 1955

Articles et ouvrages écrits sur l'aviation
- Aventures en plein ciel. Du planeur à l'avion-fusée, Hannah Reitsch, préface d'Yvonne Pagniez, 1952
- Ailes françaises en Indochine (I), Revue des Deux Mondes, déc. 1954, 413-430 p.
- Ailes françaises en Indochine (II), Revue des Deux Mondes, déc. 1954, 685-701 p.
- Ailes françaises au combat. Témoignages vécus, 1957
- L'Afrique à l'ombre des ailes, Revue des Deux Mondes, mars 1959, 97-116 p.

Yvonne Pagniez : 1896 - 1981 ; 1945: vom Gefängnis zur Freiheit ; Schriftstellerin, Widerstandskämpferin, Europäerin. Schwäbisch Gmünd 2013  (ISBN 978-3-936373-97-4)